# Узункьопрю (околия)
Околия Узункьопрю (на турски: Uzunköprü ilçesi) е околия, разположена във вилает Одрин, Турция. Общата ѝ площ е 1185 км2. Според оценки на Статистическия институт на Турция през 2022 г. населението на околията е 59 351 души. Административен център е град Узункьопрю.

## Населени места
Околията се състои от 55 населени места – 1 град и 54 села.
Град
- Узункьопрю

Села
- Алъч (Alıç)
- Алтънязъ (Altınyazı)
- Аслан (Aslıhan)
- Балабан (Balaban)
- Балабанкору (Balabankoru)
- Башагъл (Başağıl)
- Бейкьой (Beykonağı)
- Бълдър (Bıldır)
- Газимехмет (Gazimehmet)
- Газихалил (Gazihalil)
- Гемиджи (Gemici)
- Данъшман (Danişment)
- Дегирменджи (Değirmenci)
- Дерекьой (Dereköy)
- Ерменикьой (Elmalı)
- Ескикьой (Eskiköy)
- Залъф (Kırcasalih)
- Йомербей (Ömerbey)
- Каваджък (Kavacık)
- Кавакаязма (Kavakayazma)
- Кадъкьой (Kadıköy)
- Карабюрчек (Karabürçek)
- Карапънар (Karapınar)
- Караяйла (Karayayla)
- Кестамбол (Yağmurca)
- Киремитчисалих (Kiremitçisalih)
- Къркавак (Kırkkavak)
- Къркьой (Kırköy)
- Курду (Kurdu)
- Куртбей (Kurtbey)
- Курттепе (Kurttepe)
- Максутлу (Maksutlu)
- Малкочкьой (Malkoç)
- Мешели (Meşeli)
- Мухаджъркадъ (Muhacırkadı)
- Сазлъмалкоч (Sazlımalkoç)
- Саларлъ (Salarlı)
- Сачлъмюселим (Saçlımüsellim)
- Сипахи (Sipahi)
- Султансах (Sultanşah)
- Съгърджълъ (Sığırcılı)
- Турнаджик (Turnacı)
- Търново (Bayramlı)
- Хамидие (Hamidiye)
- Хамитли (Hamitli)
- Харманлъ (Harmanlı)
- Хасанбунар (Hasanpınar)
- Харлагюн (Türkobası)
- Чавушлу (Çavuşlu)
- Чакмаккьой (Çakmakköy)
- Чалкьой (Çalıköy)
- Чингенейери (Süleymaniye)
- Чифликкьой (Çiftlikköy)
- Чобанпънар (Çobanpınar)